# Верхний (Башкортостан)
Верхний (баш. Үрге) — хутор в Чишминском районе Республики Башкортостан Российской Федерации. Входит в состав Шингак-Кульского сельсовета.

## География

### Географическое положение
Расстояние до:
- районного центра (Чишмы): 40 км,
- центра сельсовета (Шингак-Куль): 15 км,
- ближайшей ж/д станции (Шингак-Куль): 15 км.

## Население
| 2002 | 2009 | 2010 |
| ---- | ---- | ---- |
| 387  | ↗414 | ↘398 |